# Hyperventilation
Hyperventilation är en förhöjd andning, som leder till att koldioxidhalten i blodet sjunker under normalläget. Hyperventilationen kan bestå av såväl djupa som snabba andetag. Den leder till förhöjt pH i blodet, vilket benämns "respiratorisk alkalos". 
Snabb andning, eller takypné, behöver inte vara sjukligt. I samband med fysisk ansträngning är snabb andning motiverad bland annat för att vädra ut den ökade mängden koldioxid. 
Även om möjligheterna till syrgasupptag förbättras av hyperventilation, påverkar detta knappt syrgasmättnaden i blodet hos friska individer, eftersom hemoglobinet i blodet vanligen är i det närmaste fullständig mättnad. En person med nedsatt lungfunktion kan dock behöva hyperventilera för att upprätthålla blodets syrgasmättnad. 
En undersökning som gjordes på friska försökspersoner vid Department of Neurology på Massachusetts General Hospital visade att hyperventilation orsakade en ökning i syrets partialtryck med cirka 0,9 kPa, vilket är förhållandevis lite.

## Respiratorisk alkalos
Respiratorisk alkalos innebär att koldioxid ventileras ut i för stor utsträckning. Koldioxid löst i blodet står i jämviktsförhållande med kolsyra, och då koldioxidhalten sjunker så sjunker även halten av kolsyra. Detta innebär att vid hyperventilation så blir blodet mer basiskt.

## Kramp
Vid hyperventilation kan krypningskänslor, känselbortfall i extremiteterna och lätta till svåra krampkänslor uppstå. Dessa kan upplevas sprida sig utifrån extremiteterna och inåt. Den underliggande orsaken tros vara den påföljande alkalosen, det vill säga de höjda pH-nivåerna. För kroppen är det extremt viktigt att hålla pH-värdet på samma nivå, och för att kompensera höjningen av pH kommer blodproteinet albumin att fungera som buffer och frigöra vätejoner för att sänka pH-värdet.
Denna process binder dock upp fria kalciumjoner, vilket också medför att det uppstår en hypokalcemi (kalciumbrist). Minskade nivåer av extracellulärt fria kalciumjoner skapar problem för nervsignaler, vilket också orsakar spasmer i muskler och kärl.

## Hyperventilation i olika situationer
Hyperventilation före fridykning gör att dykaren klarar att hålla andan längre, men riskerar också att leda till medvetslöshet under vattenytan. Anledningen är att känslan av andnöd främst styrs av blodets koldioxidhalt, som minskar genom hyperventilationen. Den reella förmågan att förbli under vattenytan styrs dock av syrgashalten, vilken som nämnts tidigare är i det närmaste opåverkad av hyperventilation hos friska individer.
Psykiskt påverkade personer hyperventilerar ibland och deras tillstånd riskerar att förvärras ytterligare av de krypningskänslor som då kan uppstå. 
Kussmauls andning är en typ av hyperventilation som består av mycket djupa men ganska långsamma andetag. Den syns hos obehandlad diabetes typ I i framskridet stadium och följs av koma.